# Ga Pro Co Chemicals
Ga Pro Co Chemicals Săvinești este un combinat chimic din România.
Face parte din grupul de firme Interagro, controlat de omul de afaceri Ioan Niculae.
În anul 2005, Ga Pro Co Chemicals a cumpărat de la AVAS activele combinatului Azochim Săvinești, pentru suma de 7,6 milioane de dolari.
Număr de angajați:
- 2011: 740[3]
- 2008: 711[1]

Cifra de afaceri în 2011: 6,9 milioane euro